# 施托倫巴赫河
51°23′40″N 7°21′57″E / 51.39444°N 7.36583°E

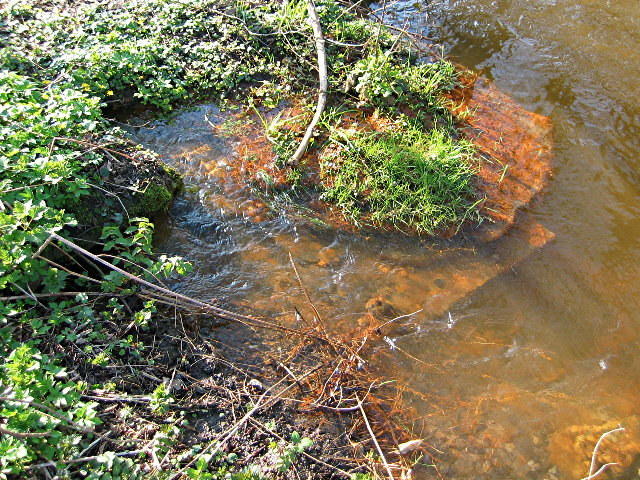

施托倫巴赫河（德語：Stollenbach），是德國的河流，位於該國西部，處於北萊茵-威斯特法倫州，屬於魯爾河的左支流，河道全長6.4公里，流域面積7.3平方公里。